# Alice Gonsalves
Alice Teixeira de Carvalho Gonsalves (Santos, 17 de junho de 1894 — São Paulo, 9 de janeiro de 1987) foi uma pintora brasileira e artista plástica.

## Biografia
Foi muito jovem para São Paulo para estudar Artes Plásticas. Foi aluna predileta de Pedro Alexandrino, de quem herdou o estilo e o gosto pela natureza-morta. Também foi aluna do pintor italiano Antonio Rocco. Produziu mais de mil telas a óleo e recebeu inúmeros prêmios em exposições realizadas no Brasil.
Foi casada com o poeta e tupinólogo José Antonio Gonsalves e mãe do médico Paulo Eiró, da professora Maria Judith Terebé e do advogado José Augusto Bandeirante.

## Exposições
Participou do Salão Paulista de Belas Artes em 1947, 1948 e 1949, ano em que recebe a Menção Honrosa na categoria de Pintura. 

Em 2004, participa da exposição "Mulheres Pintoras: a casa e o mundo" na Pinacoteca do Estado de São Paulo.